# Episodi de Il commissario Lanz (settima stagione)
La settima stagione della serie televisiva Il commissario Lanz è stata trasmessa in prima visione in Svizzera su SRF 1  dal 29 novembre al 27 dicembre 2016 e in Germania su ZDF. 
In Italia, la serie è stata trasmessa su Rai 2 dal 16 giugno all'11 agosto 2019.
| n° | Titolo originale     | Titolo italiano      | Prima TV Svizzera | Prima TV Italia |
| -- | -------------------- | -------------------- | ----------------- | --------------- |
| 1  | Abrechnung           | La mummia            | 29 novembre 2016  | 16 giugno 2019  |
| 2  | Verräter             | Tradimenti           | 6 dicembre 2016   | 23 giugno 2019  |
| 3  | Kopf gegen Herz      | La scelta giusta     | 13 dicembre 2016  | 28 luglio 2019  |
| 4  | Ein ehrenwertes Haus | Morte nel condominio | 20 dicembre 2016  | 4 agosto 2019   |
| 5  | Hexenjagd            | Compagne di scuola   | 27 dicembre 2016  | 11 agosto 2019  |